# Bouteloua
Bouteloua, rod trava smješten u vlastiti podtribus Boutelouinae, dio tribusa Cynodonteae, podporodica travovki. Pripada mu oko 60 vrsta iz Sjeverne i Južne Amerike
Podribus je opisan u Flora of Tropical Africa 9: 22. 1917.

## Vrste
1. Bouteloua alamosana Vasey
2. Bouteloua americana (L.) Scribn.
3. Bouteloua annua Swallen
4. Bouteloua aristidoides (Kunth) Griseb.
5. Bouteloua arizonica (M.E.Jones) Cuellar & Columbus
6. Bouteloua barbata Lag.
7. Bouteloua bracteata (McVaugh) Columbus
8. Bouteloua breviseta Vasey ex J.M.Coult.
9. Bouteloua chasei Swallen
10. Bouteloua chihuahuana (M.C.Johnst.) Columbus
11. Bouteloua chondrosioides (Kunth) Benth. ex S.Watson
12. Bouteloua curtipendula (Michx.) Torr.
13. Bouteloua dactyloides (Nutt.) Columbus
14. Bouteloua dimorpha Columbus
15. Bouteloua distans Swallen
16. Bouteloua disticha (Kunth) Benth.
17. Bouteloua diversispicula Columbus
18. Bouteloua elata Reeder & C.Reeder
19. Bouteloua eludens Griffiths
20. Bouteloua erecta (Vasey & Hack.) Columbus
21. Bouteloua eriopoda (Torr.) Torr.
22. Bouteloua eriostachya (Swallen) Reeder
23. Bouteloua gracilis (Kunth) Lag. ex Steud.
24. Bouteloua griffithsii Columbus
25. Bouteloua herrera-arrietae P.M.Peterson & Romasch.
26. Bouteloua hirsuta Lag.
27. Bouteloua johnstonii Swallen
28. Bouteloua juncea (Desv. ex P.Beauv.) Hitchc.
29. Bouteloua karwinskyi (E.Fourn.) Griffiths
30. Bouteloua kayi Warnock
31. Bouteloua media (E.Fourn.) Gould & Kapadia
32. Bouteloua megapotamica (Spreng.) Kuntze
33. Bouteloua mexicana (Scribn.) Columbus
34. Bouteloua multifida (Griffiths) Columbus
35. Bouteloua nervata Swallen
36. Bouteloua parryi (E.Fourn.) Griffiths
37. Bouteloua pectinata Feath.
38. Bouteloua pedicellata Swallen
39. Bouteloua polymorpha (E.Fourn.) Columbus
40. Bouteloua purpurea Gould & Kapadia
41. Bouteloua radicosa (E.Fourn.) Griffiths
42. Bouteloua ramosa Scribn. ex Vasey
43. Bouteloua reederorum Columbus
44. Bouteloua reflexa Swallen
45. Bouteloua repens (Kunth) Scribn. & Merr.
46. Bouteloua rigidiseta (Steud.) Hitchc.
47. Bouteloua rothrockii Vasey
48. Bouteloua scabra (Kunth) Columbus
49. Bouteloua scorpioides Lag.
50. Bouteloua simplex Lag.
51. Bouteloua stolonifera Scribn.
52. Bouteloua swallenii Columbus
53. Bouteloua triaena (Trin.) Scribn.
54. Bouteloua trifida Thurb.
55. Bouteloua uniflora Vasey
56. Bouteloua vaneedenii Pilg. ex Urb.
57. Bouteloua varia (Swallen) Columbus
58. Bouteloua warnockii Gould & Kapadia
59. Bouteloua williamsii Swallen